# Trąbki Wielkie (wieś)
Trąbki Wielkie (niem. Groß Trampken, kaszb. Trąbczi Wiôldżé) – wieś w Polsce położona w województwie pomorskim, w powiecie gdańskim, w gminie Trąbki Wielkie przy drodze wojewódzkiej nr 222, na wyżynie gdańskiej.
W latach 1945–1975 miejscowość administracyjnie należała do tzw. dużego województwa gdańskiego, a w latach 1975–1998 do tzw. małego województwa gdańskiego.
Miejscowość jest siedzibą gminy Trąbki Wielkie, parafii rzymskokatolickiej Wniebowzięcia Najświętszej Maryi Panny, należącej do dekanatu Trąbki Wielkie w archidiecezji gdańskiej oraz klubu sportowego Orzeł Trąbki Wielkie.

## Historia
Pierwsze historyczne wzmianki o miejscowości pochodzą z 31 lipca 1280, kiedy to książę Mściwój II nadał wsie Trąbki, Kłodawa oraz Zła Wieś klasztorowi benedyktynów w Mogilnie. Od II pokoju toruńskiego w 1466 wieś stanowiła krótko własność gdańszczan, po czym przeszła pod zwierzchnictwo polskiego starosty w Sobowidzu. Podczas wojen szwedzkich wieś została złupiona przez wojska szwedzkie. W efekcie I rozbioru Polski w 1772 znalazła się na ziemiach zaboru pruskiego. 
W 1780 we wsi mieszkało 119 osób, z czego 113 to katolicy. W 1820 16 domostw zamieszkiwało 175 mieszkańców. Stały tu wówczas karczma, kuźnia oraz kram (sklep). 
W okresie od 15 listopada 1920 do 1 września 1939 wieś znajdowała się na terytorium Wolnego Miasta Gdańsk. W 1930 powstała tu polska ochronka (przedszkole), a od 1934 funkcjonowała Polska Szkoła Macierzy Szkolnej. W szkole tej znajdował się obóz odosobnienia dla Anglików. Ponadto przez cały okres międzywojenny w miejscowości funkcjonowała szkoła niemiecka. Po II wojnie światowej wieś powróciła do Polski. 
Od 2005 we wsi odbywa się impreza plenerowa „Trąbki w Trąbkach”, łączona z biciem rekordu Polski w liczbie osób grających jednocześnie na trąbce.
9 grudnia 2011 oddano do użytku szosę łączącą Trąbki z Ełganowem. Od 19 sierpnia 2015 do 20 lipca 2016 kosztem 2,1 mln zł rozbudowie uległa miejscowa szkoła podstawowa.

## Zabytki
Według rejestru zabytków NID na listę zabytków wpisane są:
- centrum wsi, nr rej.: A-1152 z 10.12.1996
- kościół parafialny pw. Najświętszej Marii Panny, 1628, nr rej.: A-665 z 27.10.1973
- cmentarz przykościelny, nr rej.: A-1152 z 10.12.1996 (dec. centrum wsi)
- szachulcowy budynek gospodarczy, nr rej.: j.w.
- zespół dworski, 2 poł. XIX, nr rej.: A-1152 z 10.12.1996 (dec. centrum wsi): dwór, brama wjazdowa, park, obora, stodoła i lodownia
- zespół karczmy, nr rej.: A-1152 z 10.12.1996 (dec. centrum wsi): karczma murowano-szachulcowa i 3 budynki gospodarcze.

Pierwszy kościół miał istnieć już w 1236, parafia powstała około 1331. W XVI w. kościół przejściowo należał do ewangelików. Prawdopodobnie uległ zniszczeniu w czasie wojen szwedzkich w XVII w. W jego miejsce wzniesiono kapliczkę, a staraniem wojewodziny chełmińskiej Marianny Czapskiej uzyskano odpusty dla pielgrzymów i w 1740 zbudowano nowy kościół – sanktuarium maryjne, z którym wiąże się kult Matki Boskiej Trąbkowskiej, skoncentrowany wokół obrazu Marii z Dzieciątkiem z 2. połowy XVII w.
Kościół jest budowlą ceglaną, jednonawową, bezwieżową. Ołtarze boczne, ambona i chrzcielnica pochodzą z XVIII w., ołtarz główny i organy z 1880. Interesujący jest osiemnastowieczny gdański obraz z wyobrażeniem przypowieści o pannach mądrych i głupich.